# Khowaba atrox
Khowaba atrox är en tvåvingeart som beskrevs av Thomas Pape 1991. Khowaba atrox ingår i släktet Khowaba och familjen köttflugor.
Artens utbredningsområde är Namibia. Inga underarter finns listade i Catalogue of Life.